# EBML
EBML corresponde a las siglas Extensible Binary Meta Language (Meta Lenguaje Binario Extendible) y fue creado como una extensión binaria simplificada de XML, para guardar y manipular datos jerárquicamente con campos de longitud variable.
EBML sigue el mismo modelo que el XML, separando sintaxis y semántica. Esto posibilita que una biblioteca genérica EBML puede leer cualquier formato que se funde en ella. Es la aplicación específica la que interpretará los datos, dado que ella sabe cómo manejar cada elemento (al igual que ocurre con las etiquetas XML).
La EBML es comparable con XML salvo por las siguientes limitaciones:
- No hay un equivalente a un DTD o esquema que permita definir elementos conocidos para un documento.
- La definición de entidades no es posible (por ello no es posible reemplazar un elemento por otro contenido).
- La inclusión de archivos externos (como CSS o imágenes) no es posible.

A la vez, algunas de las ventajas frente al XML son:
- Compatibilidad inversa a la hora de actualizar el formato, poco frecuente en formatos binarios, salvo que haya espacio libre en el formato original.
- El Tamaño para datos binarios no está limitado.
- Es muy eficiente en términos de tamaño: sólo se escribe el espacio requerido para los datos.